# Ерохин, Михаил Никитьевич
Михаи́л Ники́тьевич Еро́хин (род. 16 ноября 1946) — российский учёный в области технического обслуживания сельскохозяйственной техники и повышения ее надежности, академик РАСХН (2003), академик Российской академии наук (2013).

## Биография
Родился 16 ноября 1946 г. в д. Долгое Дубровского района Брянской области.
Окончил Московский институт инженеров с.-х. производства им. В. П. Горячкина (МИИСП) (1968).
Работал там же: научный сотрудник НИС (1970—1972); ассистент (1972—1975), доцент (1975—1988) кафедры деталей машин, проректор по учебной работе (1988—1995), ректор (1995—2011), президент (2011—2013), с 2013 г. — советник Московского государственного агроинженерного университета им. В. П. Горячкина (с 2014 г. Российский государственный аграрный университет — МСХА им. К. А. Тимирязева).
Доктор технических наук (1994), профессор (1991), академик РАСХН (2003, член-корреспондент с 2001), академик РАН (2013).
Разработчик технологических процессов и оборудования, обеспечивающих повышение уровня надежности, производительности, качества технического обслуживания, ремонта с.-х. машин; средств повышения срока службы узлов трения с.-х. техники на основе применения полимерных и резинотехнических изделий с поверхностно-активными функциональными свойствами.

## Награды, премии, почётные звания
- Орден Почёта (2001)[1]
- Орден «За заслуги перед Отечеством» IV степени (2005)[2]
- Медаль «В память 850-летия Москвы» (1997).
- Заслуженный деятель науки Российской Федерации (1997).
- Лауреат премии Правительства РФ в области науки и техники (2000)[3] и в области образования (2008)[4].

## Труды
Опубликовал около 300 научных трудов, в том числе 50 книг и брошюр. Получил 15 авторских свидетельств и патентов на изобретения. Книги:
- Проектирование и расчет подъемно-транспортирующих машин сельскохозяйственного назначения: учеб. для студентов вузов по агроинж. спец. / соавт.: А. В. Карп и др. — М.: Колос, 1999. — 285 с.
- Материально-техническое обеспечение агропромышленного комплекса: учеб. пособие для студентов вузов по спец. 311900 «Технология обслуж. и ремонта машин в АПК» / соавт.: В. Я. Лимарев и др. — М.: Известия, 2002. — 462 с.
- Оценка уровня качества деталей и сборочных единиц сельскохозяйственной техники в процессе производства и ремонта: метод. рекомендации / соавт. П. А. Карепин; МСХ РФ, Департамент техн. политики. — М., 2002. — 102 с.
- Методика расчета и выбора посадок неподвижных соединений при ремонте сельскохозяйственной техники: метод. рекомендации / соавт. О. А. Леонов; МСХ РФ, Департамент техн. политики. — М., 2003. — 42 с.
- Детали машин и основы конструирования: учеб. пособие для студентов вузов, обучающихся по агроинж. спец. / соавт.: А. В. Карп, Е. И. Соболев. — М.: КолосС, 2005. — 461 с.
- Машинно-технологические станции — резерв технического и экономического развития АПК / соавт.: Л. И. Кушнарев, Е. А. Пучин; Моск. гос. агроинж. ун-т им. В. П. Горячкина. — М., 2008. — 270 с.
- Подъемно-транспортные машины: учеб. для студентов вузов, обучающихся по направлению «Агроинженерия» / соавт.: С. П. Казанцев и др. — М.: КолосС, 2010. — 335 с.
- Нанотехнологии и наноматериалы в агропромышленном комплексе / соавт.: В. Ф. Федоренко, В. И. Балабанов. — М.: Росинформагротех, 2011. — 311 с.